# Valérie Vivin
Valérie Vivin est une actrice française née à Paris le 11 mars 1933.

## Filmographie
- 1954 : Crime au concert Mayol de Pierre Méré
- 1954 : Futures Vedettes de Marc Allégret
- 1955 : L'Amant de lady Chatterley de Marc Allégret
- 1955 : Voici le temps des assassins de Julien Duvivier : Minette, la petite starlette
- 1956 : Ah ! Quelle équipe de Roland Quignon
- 1956 : Bébés à gogo de Paul Mesnier
- 1956 : Pitié pour les vamps de Jean Josipovici
- 1957 : Pot-Bouille de Julien Duvivier : Adèle
- 1957 : Les Violents d'Henri Calef
- 1958 : La Moucharde de Guy Lefranc
- 1958 : Taxi, roulotte et corrida d'André Hunebelle : Mme Casimir
- 1959 : Les Affreux de Marc Allégret
- 1959 : 125, rue Montmartre de Gilles Grangier : Paulette, la serveuse
- 1960 : Dossier 1413 d'Alfred Rode
- 1961 : Les Livreurs de Jean Girault